# Messier 82
Messier 82 (auch als NGC 3034, M82 oder „Zigarrengalaxie“ bezeichnet) ist eine Spiralgalaxie mit den Abmessungen 11,2′ × 4,3′ und der scheinbaren Helligkeit von 8,6 mag im Sternbild Großer Bär.
M82 ist gravitativ an die etwas größere Spiralgalaxie M81 gebunden und bildet mit dieser den Kern der M81-Galaxiengruppe.

## Beschreibung
Lange Zeit wurde M82 dem irregulären Galaxietyp zugeordnet. Neuere Untersuchungen im nahen Infrarot zeigen jedoch Spiralarme. Die Galaxie entspricht damit wahrscheinlich dem morphologischen Typ einer Balkenspiralgalaxie (Sbc), das heißt, die Arme entspringen an den Enden eines in diesem Fall nicht besonders langen Balkens.
In ihrer Nähe befindet sich die helle Spiralgalaxie M81, mit der sie ein physikalisch gebundenes Paar und den Kern der etwa 12 Millionen Lichtjahre entfernten M81-Galaxiengruppe bildet. Durch die Wechselwirkung mit M81 bei einem nahen Vorbeiflug vor etwa 500 Millionen Jahren wurde die Galaxie M82 dramatisch verändert. Im inneren Bereich hat sich die Rate, mit der neue Sterne aus interstellarer Materie entstehen, stark erhöht (Starburst). Dadurch ist M82 eine der hellsten Infrarotgalaxien und eine der hellsten Galaxien im Radiobereich (Ursa Major A). Als Folge des Starburst entsteht durch Supernovaexplosionen eine turbulente Gasbewegung, die als Ausströmung senkrecht zur Galaxienebene von M82 beobachtet wird. Durch ihre Nähe und Helligkeit ist M82 eine der bestuntersuchten Starburstgalaxien.
M82 enthält in einem ihrer Sternhaufen die ultrahelle Röntgenquelle M82 X-1. Das mittelschwere Schwarze Loch mit rund 415 Sonnenmassen wird von einem überschweren Stern umkreist. Im Jahre 2014 wurde mit M82 X-2 eine weitere Ultraleuchtkräftige Röntgenquelle entdeckt, wobei die Strahlung hier von einem Röntgenpulsar ausgeht.
Halton Arp gliederte seinen Katalog ungewöhnlicher Galaxien nach rein morphologischen Kriterien in Gruppen. Diese Galaxie gehört zu der Klasse Verschiedene (Arp-Katalog).
Die Galaxie wurde am 31. Dezember 1774 von dem deutschen Astronomen Johann Elert Bode entdeckt.

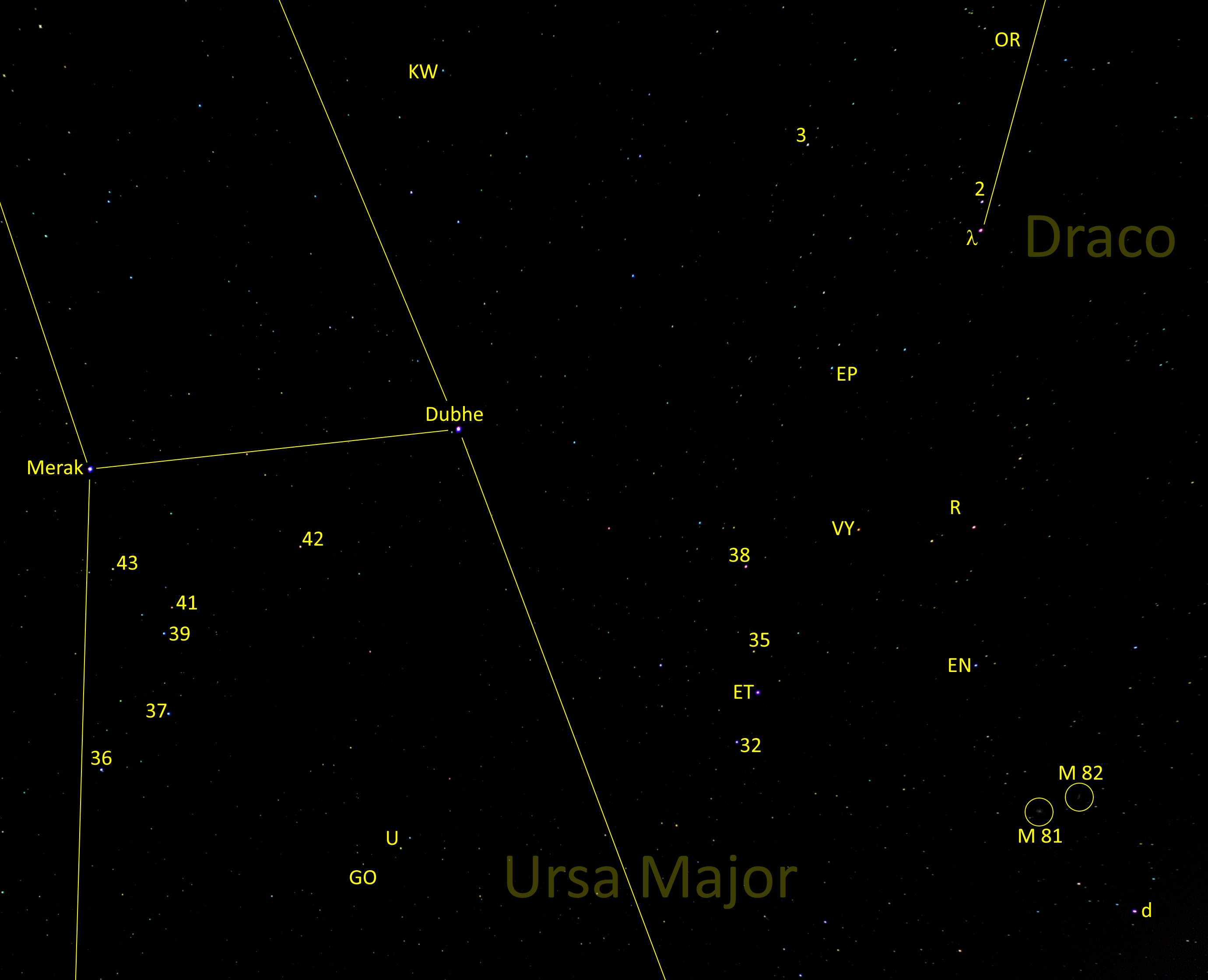
Fotografische Aufnahme mit Beschriftung einiger prägnanter Himmelsobjekte in der Umgebung der Galaxien M 81 und M 82. Links und unten ist das Sternbild Großer Bär mit den Sternen Merak und Dubhe zu sehen. Rechts oben befindet sich das Sternbild Drache mit dem Stern Giausar (λ Draconis) in der Schwanzspitze des Drachen.

## Supernova 2014J
Am 21. Januar 2014 entdeckten der Universitätsdozent Steve Fossey und vier Studenten vom University College London bei der Ausbildung am Teleskop im Außenbereich der Galaxie zufällig eine Supernova vom Typ Ia, nach gängiger Theorie also die Explosion eines Weißen Zwerges. Sie ist bereits auf Aufnahmen vom 15. Januar 2014 zu sehen und erhielt die Kennung SN 2014J. Mit einer maximalen scheinbaren Helligkeit von 10,5 mag war sie auffallend hell und daher auch mit kleineren Teleskopen optisch zu beobachten.
Auch mehrere Wochen nach der Entdeckung war die Supernova noch deutlich zu sehen: Am 17. Februar 2014 betrug ihre scheinbare Helligkeit rund 11 mag – das entspricht etwa 75 % der Gesamthelligkeit von M82.

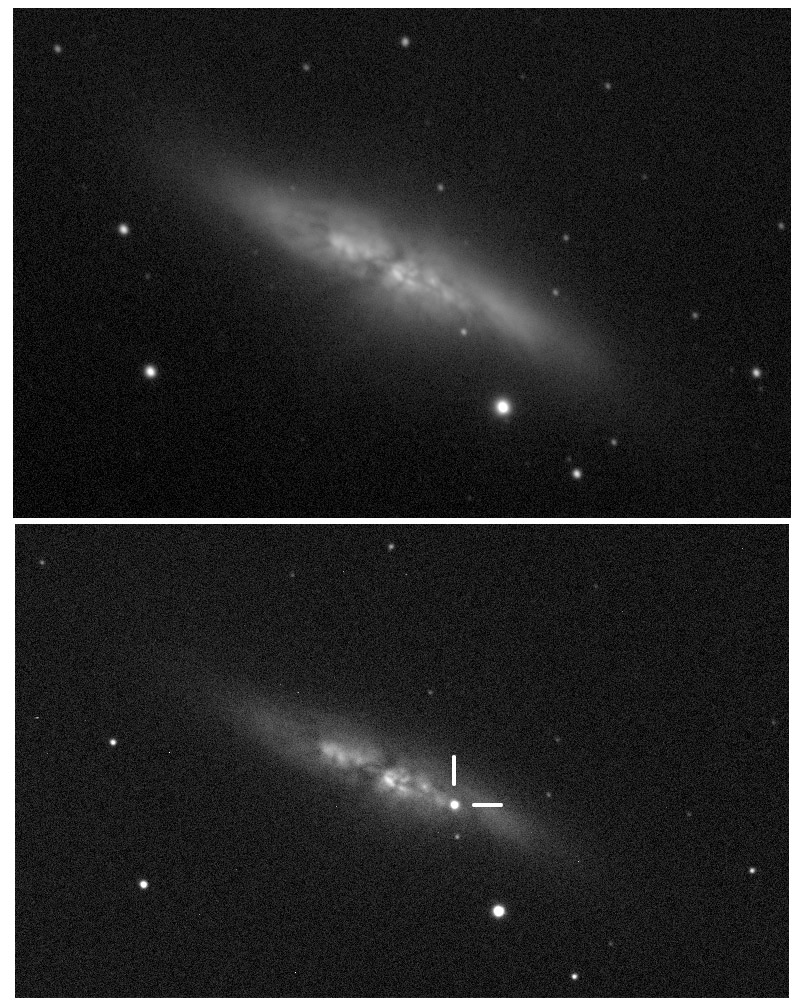
Oben: Ansicht von M82 am 10. Dezember 2013. Unten: Ansicht am 21. Januar 2014 mit SN 2014J.
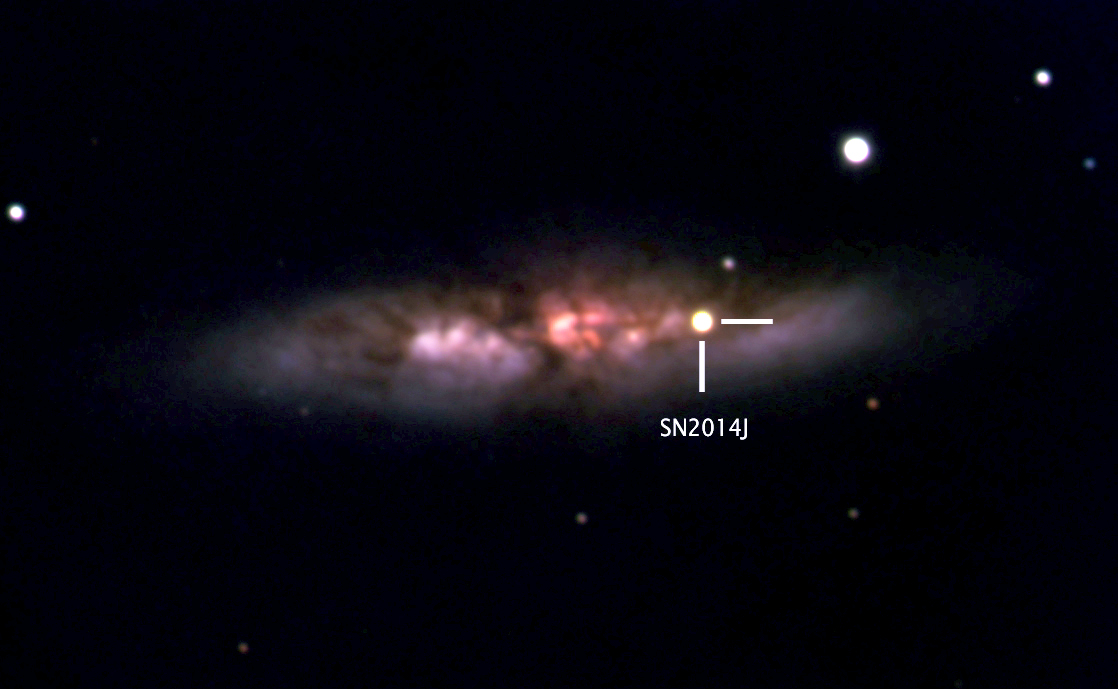
SN 2014J in Messier 82 am 17. Februar 2014.

## Andere Bilder

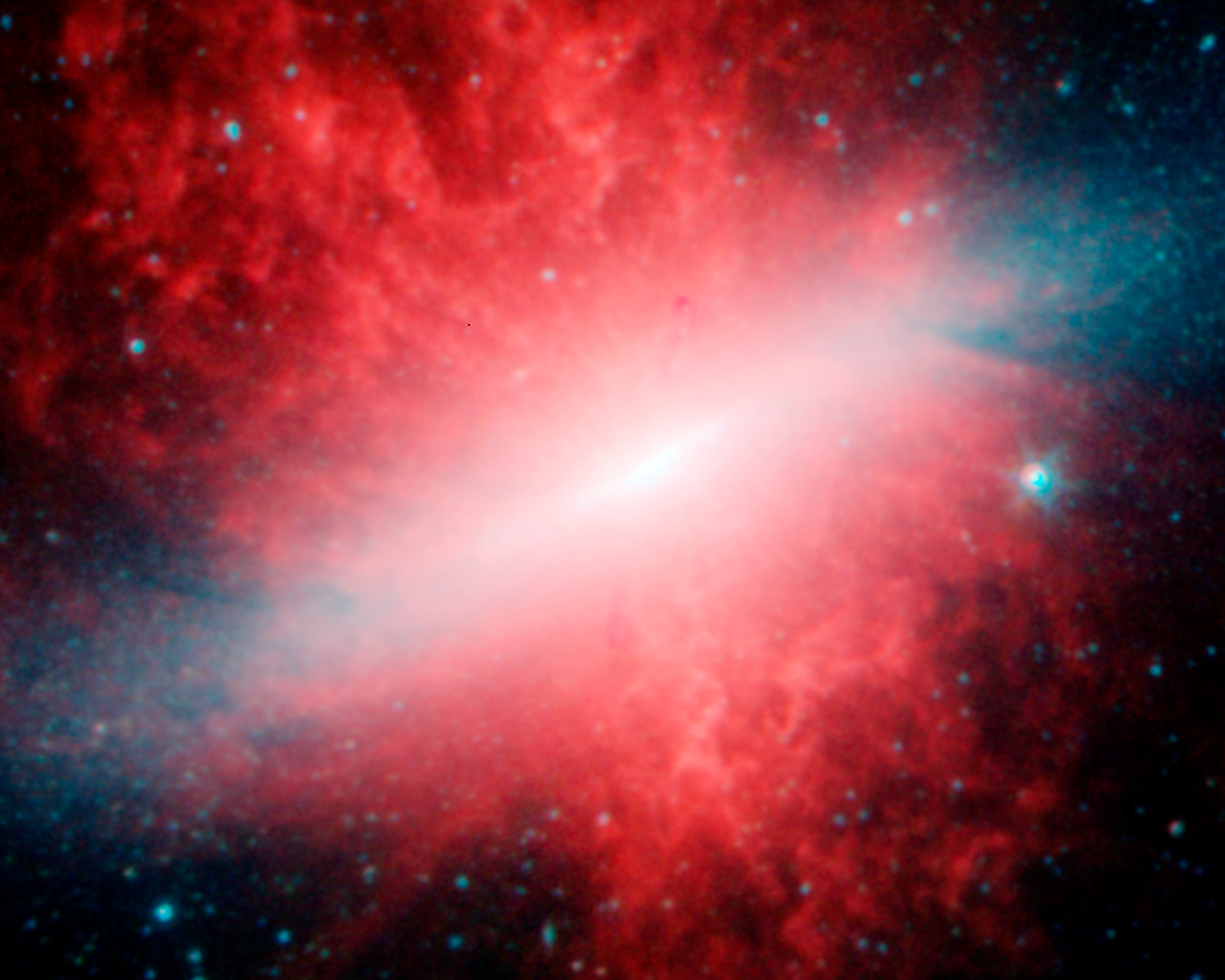
Panorama-Infrarotaufnahme mithilfe des Spitzer-Weltraumteleskops
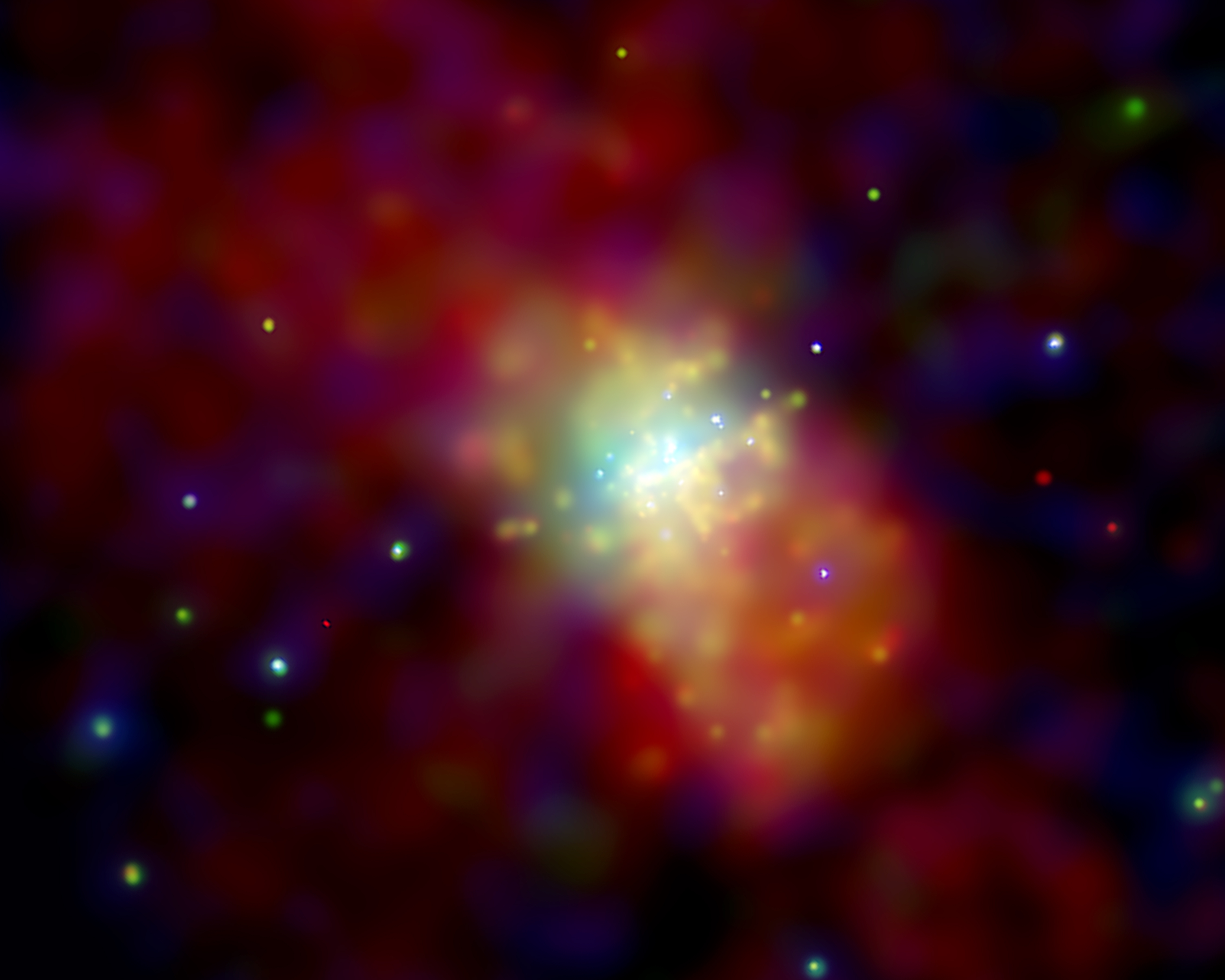
Röntgenaufnahme von Chandra
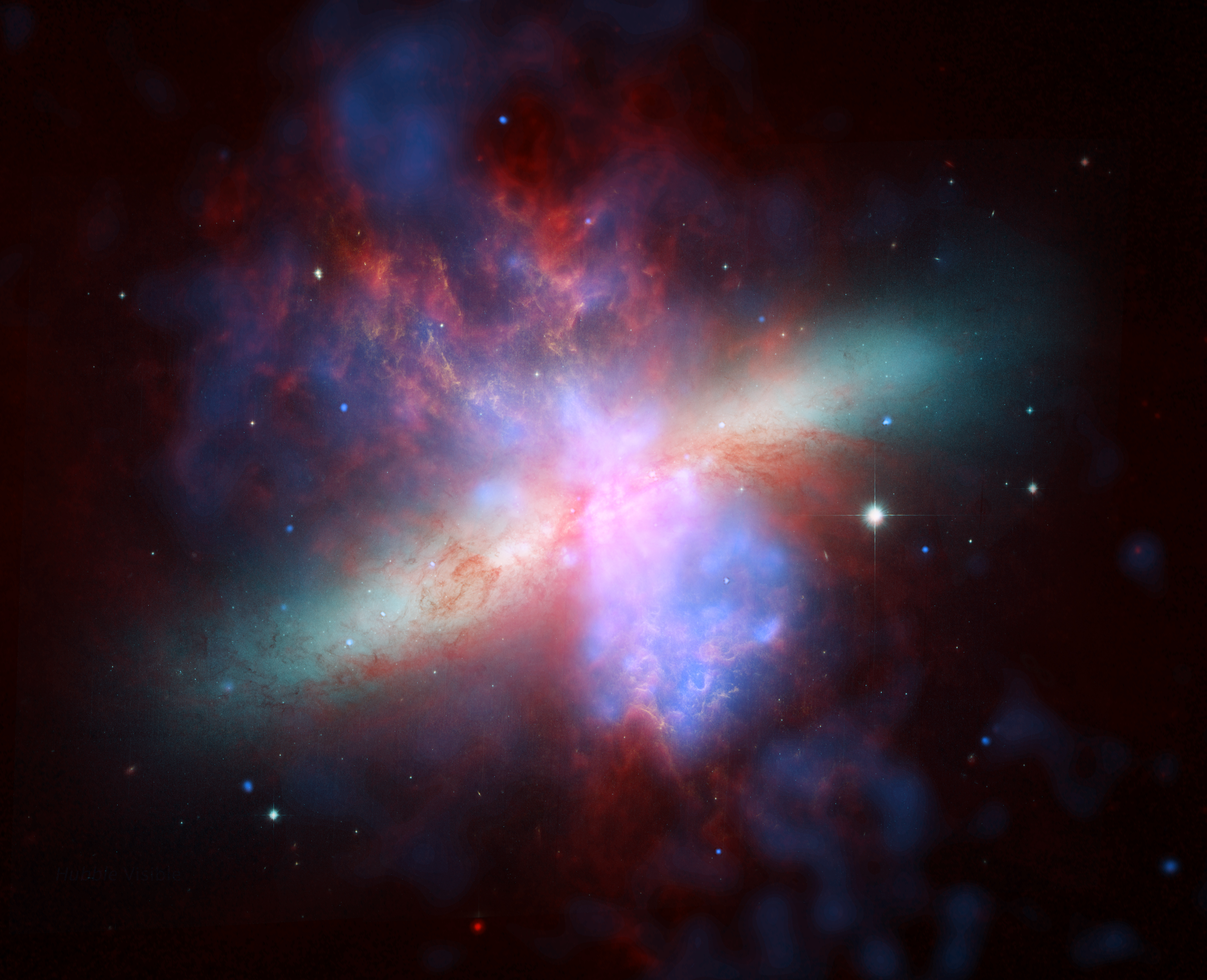
Aus Aufnahmen von SST, HST und Chandra zusammengesetztes Bild
Aufnahme im nahen Infrarot mithilfe des James-Webb-Weltraumteleskops
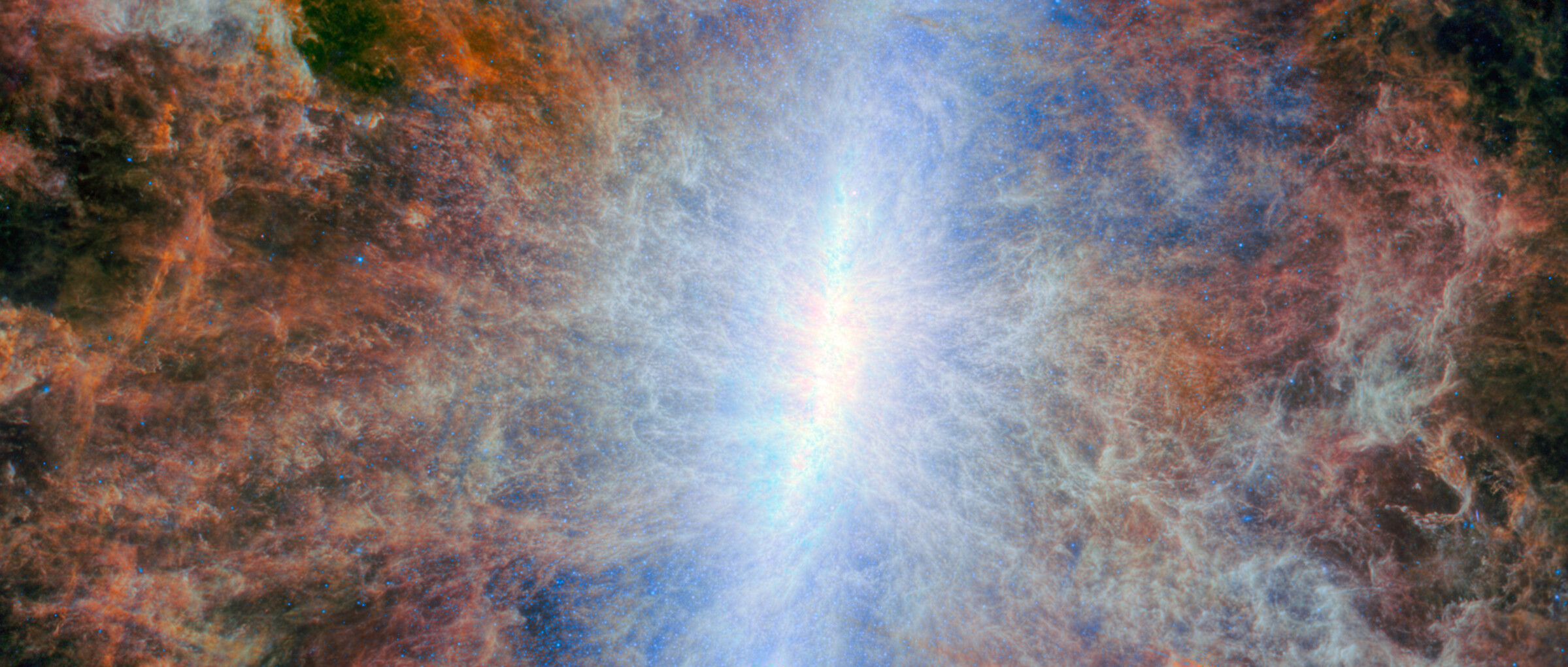
… und im mittleren Infrarot
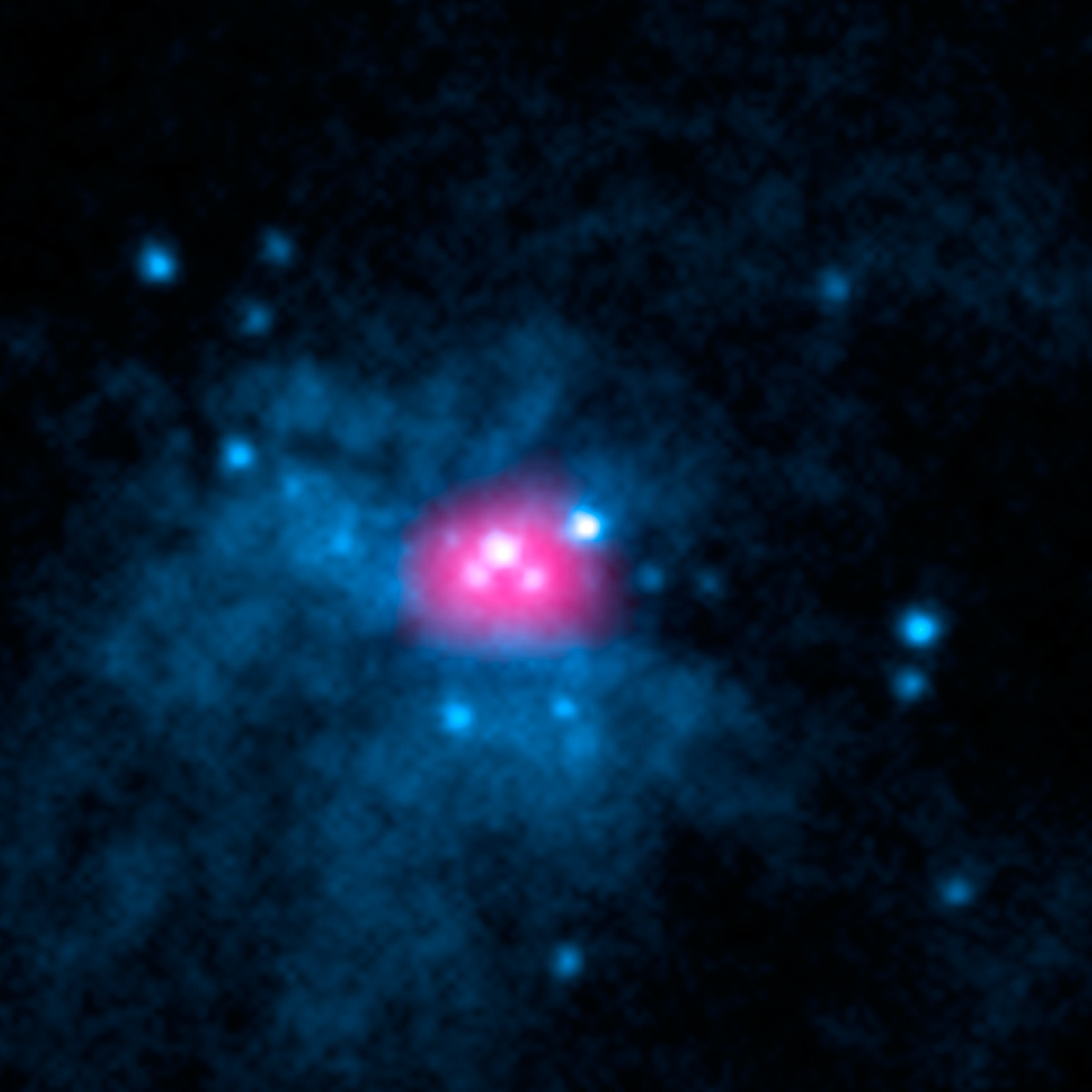
M82 X-2 (rot) und M82 X-1 (blau) aufgenommen mit NuSTAR
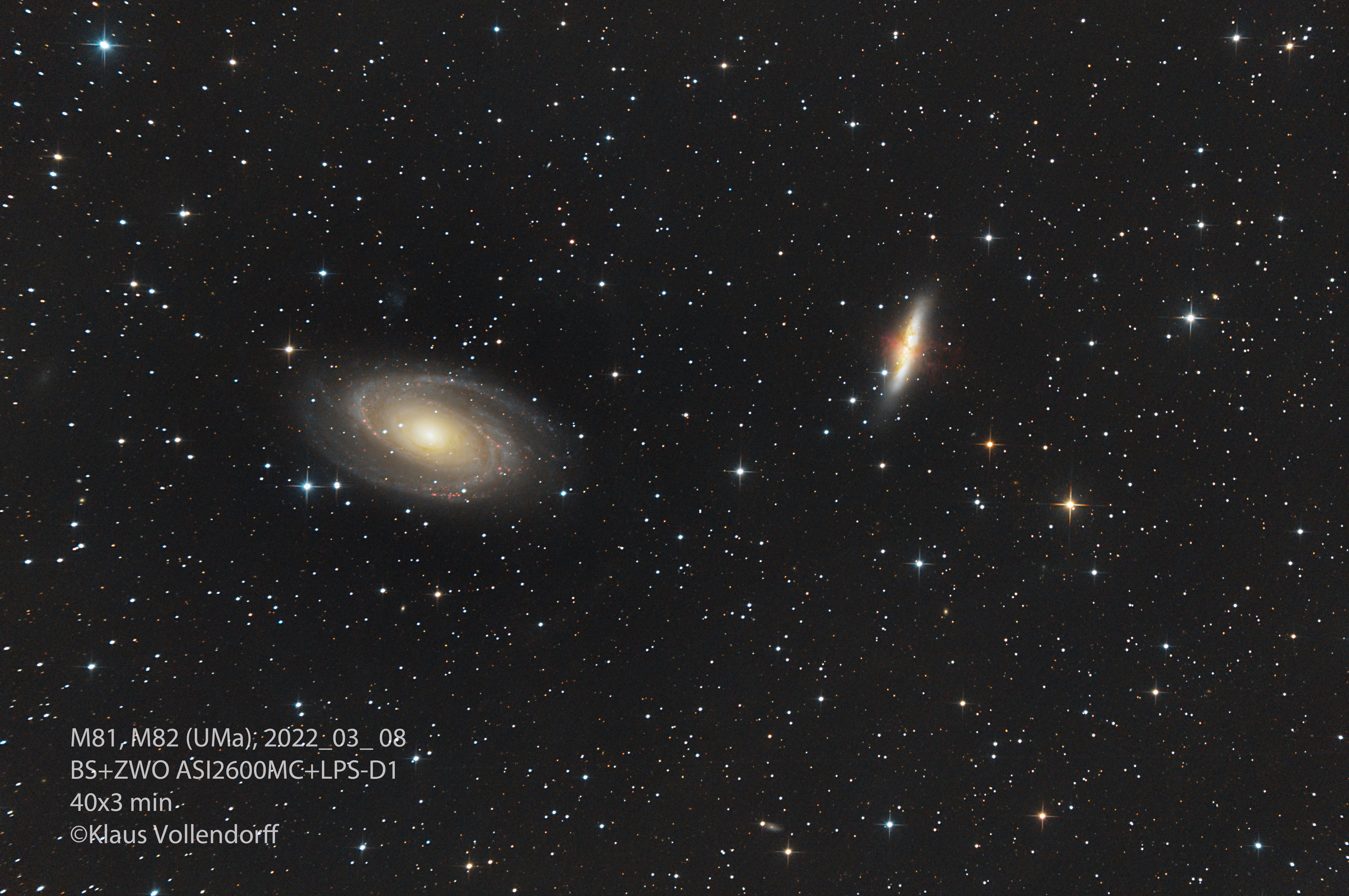
M81 und M82 mit einem Amateurteleskop